# Ван (ил)
Ван (тур. Van, арм. Վան) — ил (провинция) на юго-востоке Турции с административным центром в одноимённом городе Ван.

## География
Ван на востоке граничит с Ираном, на севере — с илом Агры, на западе — с илами Битлис и Сиирт, на юге — с илами Ширнак и Хаккяри.
На территории ила расположена восточная часть озера Ван, восточнее которого лежит плато высотой более 2000 м над уровнем моря.
Климат региона континентальный, среднемесячные температуры падают ниже 0 °C с декабря по февраль и составляют около 20 °C летом. Среднегодовая норма осадков составляет 396 мм в городе Ван и 487 мм на северо-востоке провинции.
Ван расположен на границе Аравийской и Евразийской тектонических плит. По этой причине за известную историю провинция была подвержена сильным землетрясениям, крупнейшие из них происходили в 1276, 1648, 1715, 1896, 1941 и 2011 годах. В 1941 году землетрясение привело к гибели 192 человек, землетрясение 2011 года - к гибели 644 человек, 28532 домов не подлежало восстановлению.
Провинции относится к Ирано-Туранскому биогеографическому региону. Типичной является степная растительность, леса (дубравы) сохранились лишь на юге, на высотах 2500–
2700 м.

## История

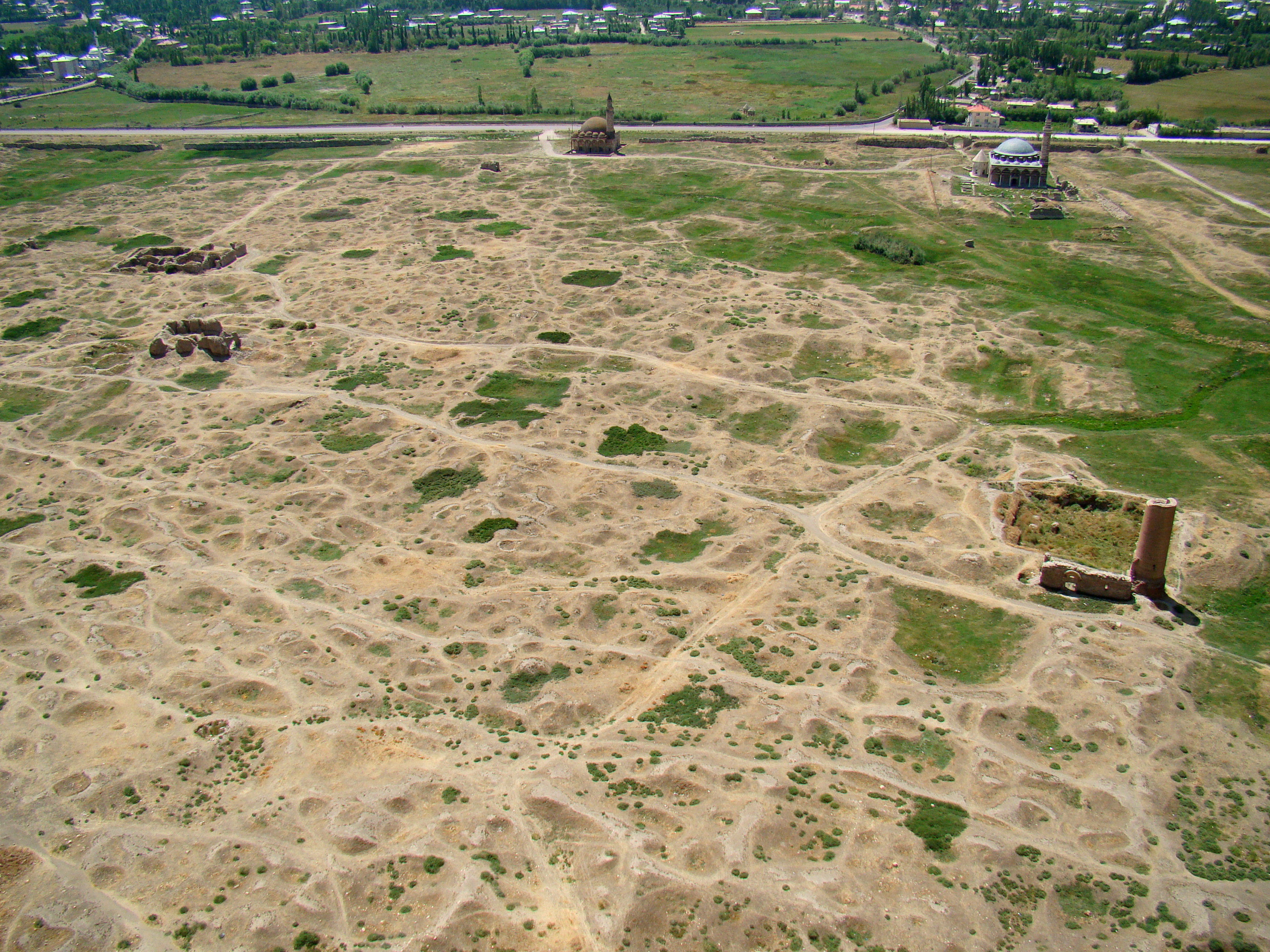
На этом месте до 1915 года располагался густонаселенный армянский город Ван

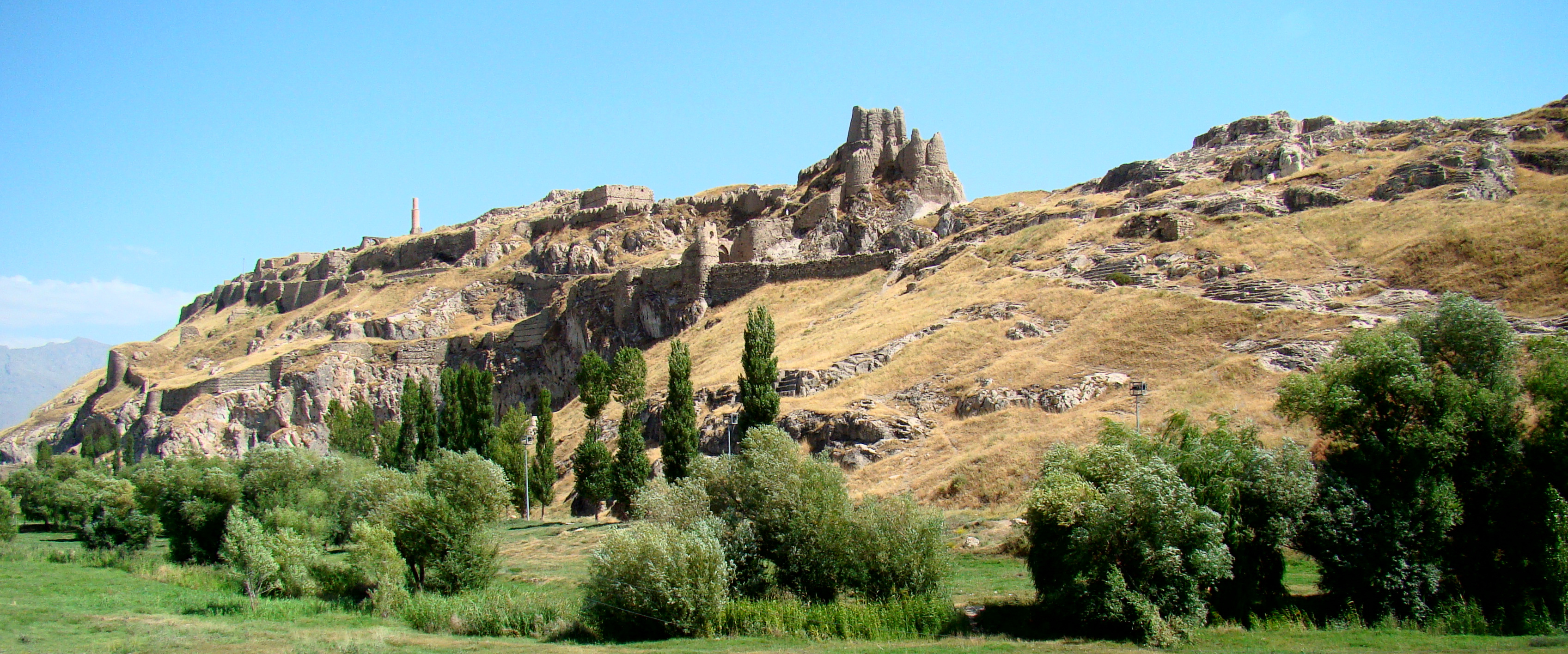
Ванская крепость

Область в исторической Армении. Территория современного ила была центральной частью древнего царства Урарту. Сохранились руины крепости Чавуштепе (Сардурихинили) VIII века до нашей эры, построенной царём Урарту Сардури II. Обнаружены погребения в виде кремации покойного с захоронением его праха в терракотовой погребальной урне и захоронения тел непосредственно в земле в позе эмбриона, конное захоронение возрастом 2800 лет.
Затем эта область была захвачена Мидией, позже входила в состав Атропатены (тогда и получила название Васпуракан). Территория региона являлась одним из центров образования армянского народа, где после падения Мидии образовалось Айраратское царство, после которого эта земля перешла в состав Великой Армении, затем царства Васпуракан, была завоёвана Византийской империей, после государством сельджуков, Османской империей. Во второй половине XIX века большинство населения провинции составляли армяне, но в результате армянской резни 1894—1896 годов и геноцида армян 1915—1923 годов почти все они погибли или покинули её.

## Население
- Население до геноцида армян:

В 1880 году в Ванском вилайете насчитывалось 315 105 человек, из которых 239 480 армян (76 %).
В результате «гамидовской резни» в 1894-96 годах, численность армян в области резко сократилась.
По данным Константинопольского патриархата, в 1912 году национальный состав Ванского вилайета был следующим:
| Армяне    | 185 000 | 52.3 % |
| Курды     | 97 000  | 27,7 % |
| Турки     | 47 000  | 13,4 % |
| Ассирийцы | 18 000  | 5,1 %  |
| Цыгане    | 3 000   | 0,9 %  |
| Все       | 350 000 | 100 %  |

- Современное население:

На 2011 год население провинции составляло 1022532 человек (1,4% населения Турции). Плотность населения составила 55 чел./км², семьи в среднем состоят из 7 человек.
Крупнейшие города — Ван (363419 жителей в 2011 году), Эрджиш (76473 жителей в 2011 году).

## Административное деление

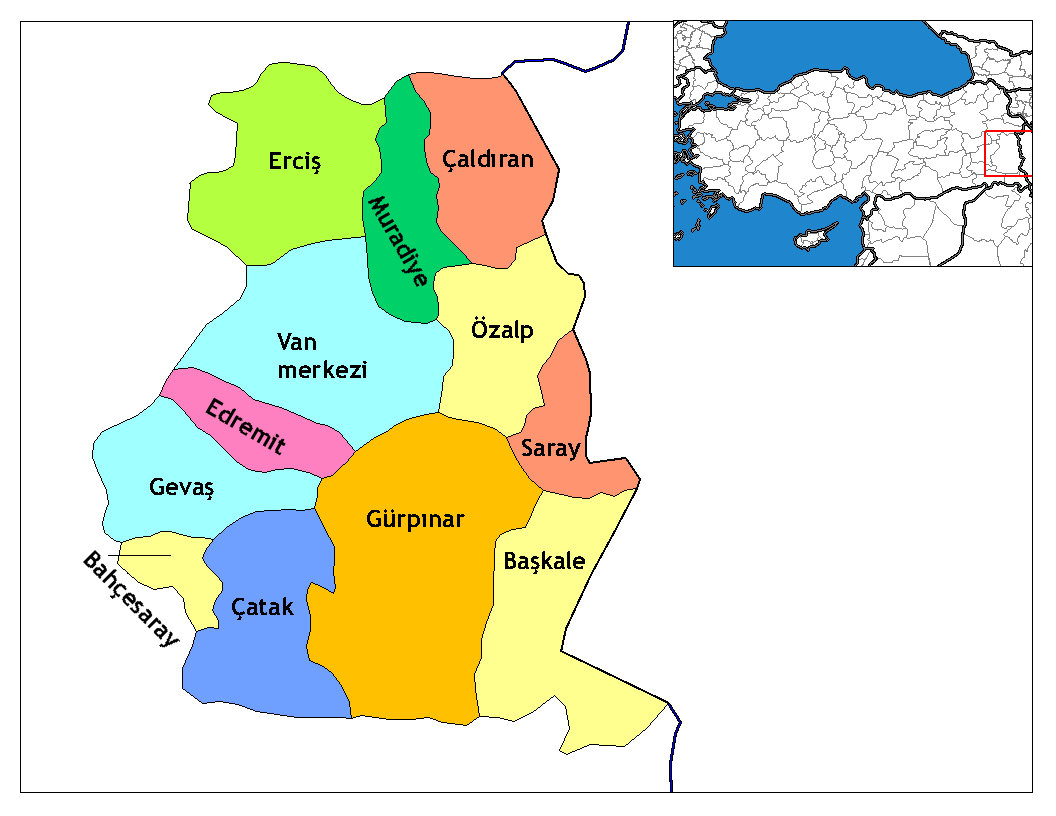

Ил Ван делится на 12 районов:
1. Бахчесарай (Bahçesaray)
2. Башкале (Başkale)
3. Чалдыран (Çaldıran)
4. Чатак (Çatak)
5. Эдремит (Edremit)
6. Эрджиш (Erciş)
7. Геваш (Gevaş)
8. Гюрпынар (Gürpınar)
9. Мурадие (Muradiye)
10. Озалп (Özalp)
11. Сарай (Saray)
12. Ван (Van)

## Экономика
Через территорию ила проходит железнодорожная линия, связывающая Турцию с Ираном.
В начале XXI века наблюдается рост количества туристов, посещающих провинцию. В 2014 году её посетили 737000 туристов, включая 235000 иностранных.

## Архитектура и культура
На территории провинции расположены крепость Хошаб, руины древнего города Ван (Тушпа), остров Ахтамар с храмом Святого Креста (X век), место нахождения Армянского Католикоса с 1116 по 1895 гг.
В 1912 году в Ванской провинции действовало 537 храмов Армянской Апостольской церкви.
После того, как армян в регионе не осталось, на протяжении XX столетия храмы уничтожались, разрушались или были обращены в мечети. Кроме того, на информационных табличках для туристов у армянских памятников их армянское прошлое скрывается, а информация искажается.
На сегодняшний день[когда?] сохранился только один храм — Церковь Святого Креста.

## Галерея

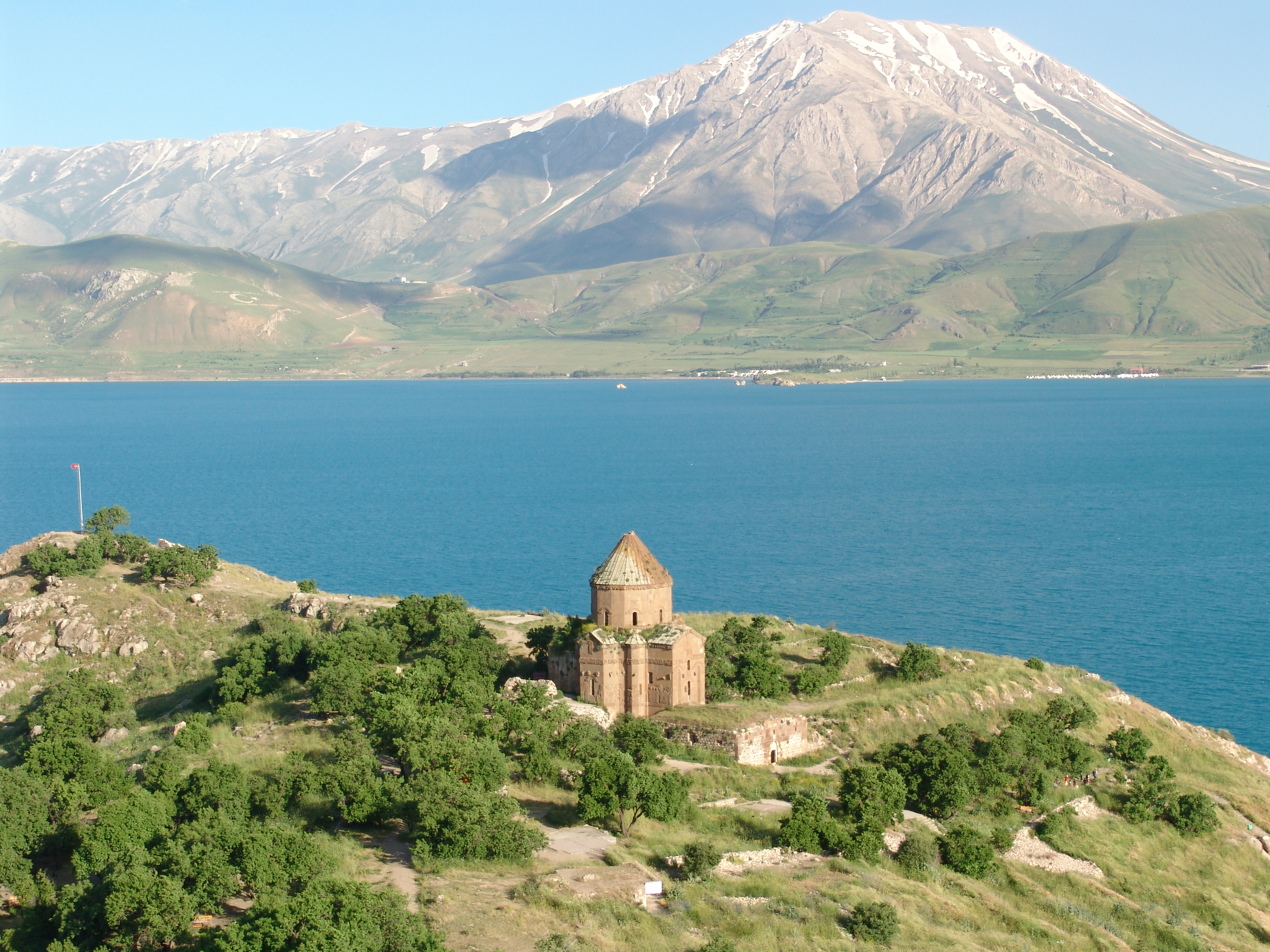
Армянская кафедральная Церковь Святого Креста (X век) на  острове Ахтамар
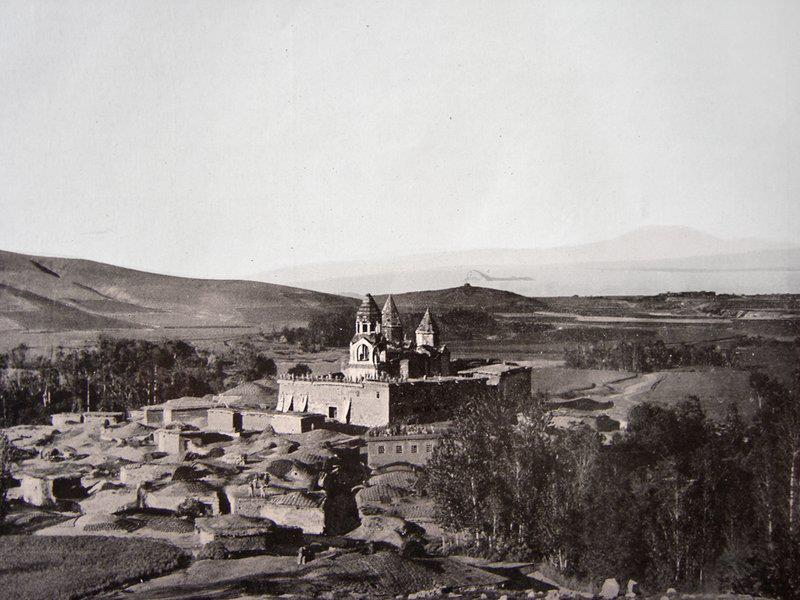
Армянский монастырь Нарекаванк (X век)
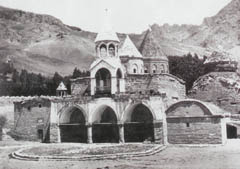
Армянский монастырь Варагаванк (XI век)
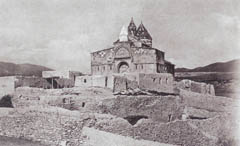
Армянский монастырь святого Варфоломея (XIII век)
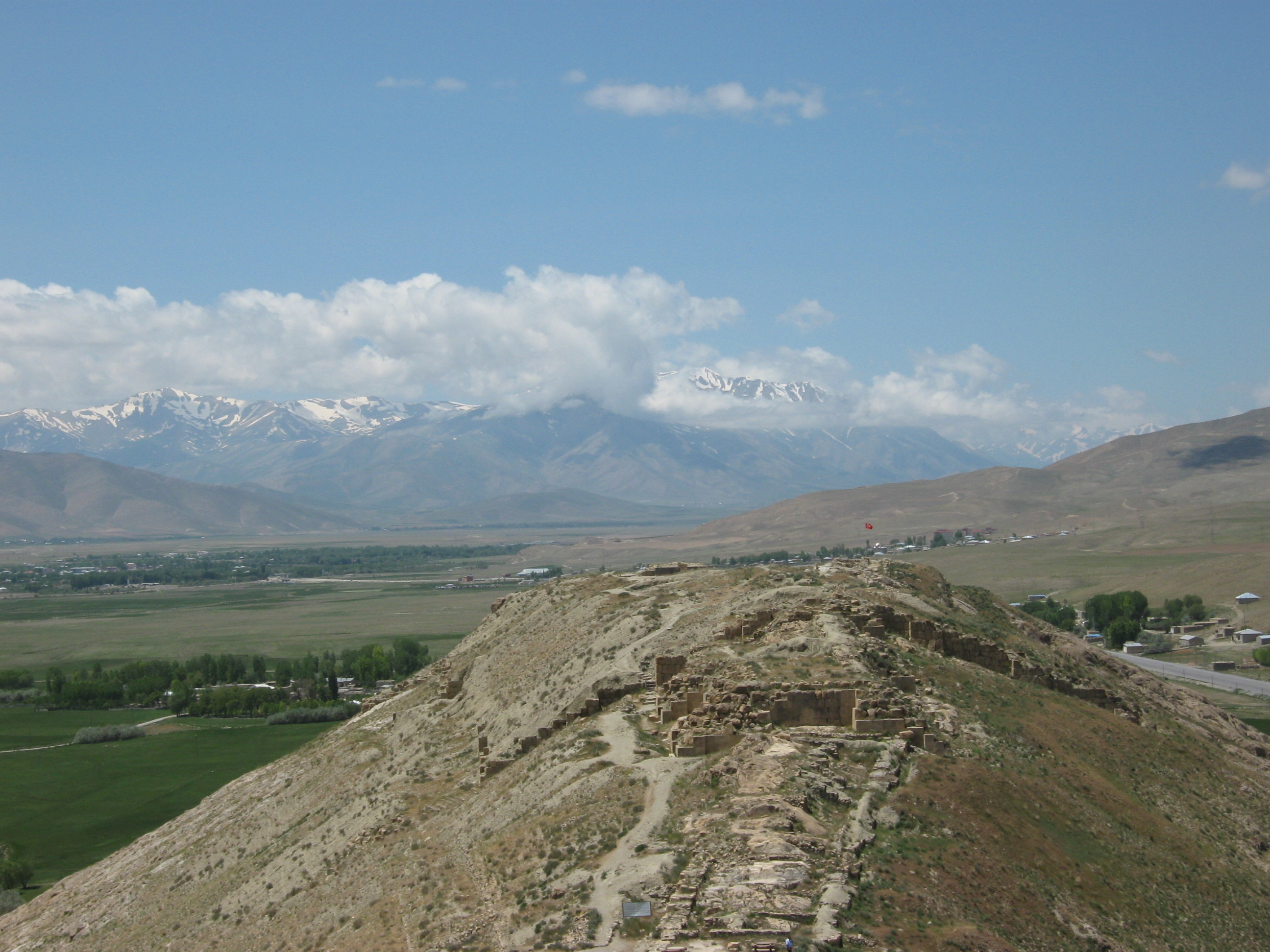
Руины урартского укрепления в деревне Чавуштепе
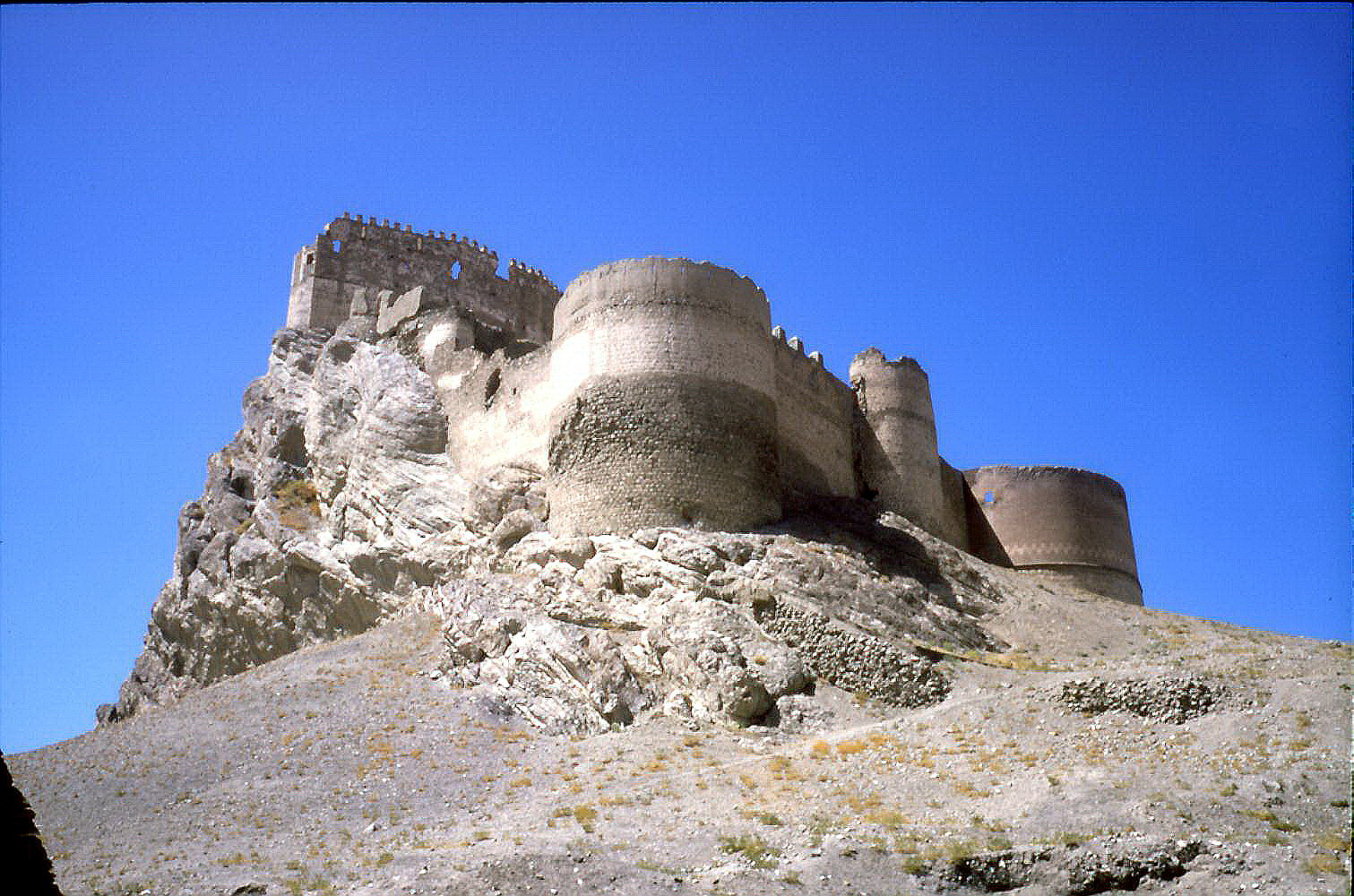
Крепость Хошаб
Ванская кошка — характерная для региона порода